# Lingua wu
La lingua wu (in cinese mandarino 吳方言T, 吴方言S, Wú fāngyánP oppure: 吳語T, 吴语S, WúyǔP) è una delle principali varianti della lingua cinese dopo il mandarino. È parlata principalmente nella provincia di Zhejiang, nella municipalità di Shanghai, nel sud della provincia di Jiangsu, e in piccole parti delle province di Anhui, Jiangxi e Fujian. Accanto alla Cina occorre poi considerare quei paesi esteri nei quali sono immigrate comunità di Cinesi originari delle regioni di lingua wu, in particolare Taiwan, Hong Kong e Singapore. Negli ultimi anni, vi è stata una notevole emigrazione di parlanti di Wu anche nel sud dell'Europa.
Al 2022, è parlata da 81,8 milioni di parlanti totali.
il dialetto più prestigioso e esemplare di questa famiglia è lo shanghainese o Shanghaihua (上海话) o Huyu (沪语, dal nome del Fiume Hu).
La Lingua WU è tra quelle inserite nel Voyager Golden Record, un disco dorato di grammofono con incisi musica, suoni ed immagini del Pianeta Terra che le sonde Voyager 1 e 2 stanno portando con loro oltre il Sistema Solare.

## Storia e dialetti prestigiosi
La lingua Wu moderna trova le sue fonti presso antichi popoli Yue situati intorno al sud del Jiangsu e al nord dello Zhejiang. La pronuncia giapponese go-on (呉音) dei caratteri cinesi proviene dalla stessa regione dove oggi è parlato il Wu e riflette molte caratteristiche del Primo Cinese Medio. La lingua Wu si è sviluppata nel regno di Wu durante il Periodo dei Tre Regni e deriva dal primo cinese medio, di cui conserva svariate caratteristiche: è un dialetto conservativo, ma questa sua peculiarità si limita a un determinato insieme di caratteristiche a inizio sillaba, siccome per esempio non preserva gli stop senza rilascio udibile di suono. Dopodiché la lingua Wu è suddivisa in più dialetti.
I dialetti principali della lingua Wu comprendono quelli di Shanghai, Suzhou, Wenzhou, Hangzhou, Shaoxing, Jinhua, Yongkang e Quzhou. Prima della metà Ottocento il dialetto più prestigioso era quello di Suzhou. Il più diffuso è il dialetto di Shanghai o shanghainese, che ha acquisito sempre più prestigio a partire dal suo sviluppo economico e tale per cui spesso in Occidente il termine è usato impropriamente come sinonimo dell'intera lingua wu. Nel 1984, c'erano 77 milioni di persone che parlavano il cinese Wu, facendone la seconda variante di cinese dopo il mandarino (che ha quasi 1 miliardo di parlanti).
Tra le varietà della lingua cinese, il Wu è spesso considerato soggettivamente come una lingua dolce, leggera e fluida. Vi è anche un termine speciale utilizzato per descrivere questa qualità della lingua Wu: 吳儂軟語/吴侬软语T, wúnóng ruǎnyǔP. L'origine effettiva di questa impressione è difficile da spiegare. È in qualche modo una combinazione di diversi fattori. Tra i dialetti Wu, ad esempio, lo shanghainese è considerato più dolce e mellifluo del dialetto parlato a Ningbo.
Come tutte le altre varietà del cinese, vi sono parecchie discussioni per stabilire se il Wu debba essere considerato come una lingua o come un dialetto. In generale, sebbene i Cinesi preferiscano parlare di dialetti (方言, fāngyán) nel riferirsi alle varianti del cinese parlato, l'intelligibilità reciproca tra i vari idiomi è praticamente nulla, per cui molti linguisti considerano il cinese una famiglia di lingue piuttosto che un'unica lingua. La questione è comunque tuttora aperta.
Oggi lo shanghainese viene promosso e tutelato da alcune associazioni ad hoc, poiché il numero di parlanti nativi del dialetto va calando in favore del cinese standard; contemporaneamente la pronuncia va evolvendo, perdendo dunque l'assetto originale. Oggi esistono dizionari cartacei e online di shanghainese e delle grammatiche; le prime in assoluto risalgono a circa metà Ottocento e sono state compilate dagli europei. In questo periodo sono nate anche le prime romanizzazioni della lingua, che altrimenti sarebbe quasi impossibile da imparare a pronunciare, fra cui lo Jyutping per il cantonese e il pinyin per il cinese standard.

## Dialetti

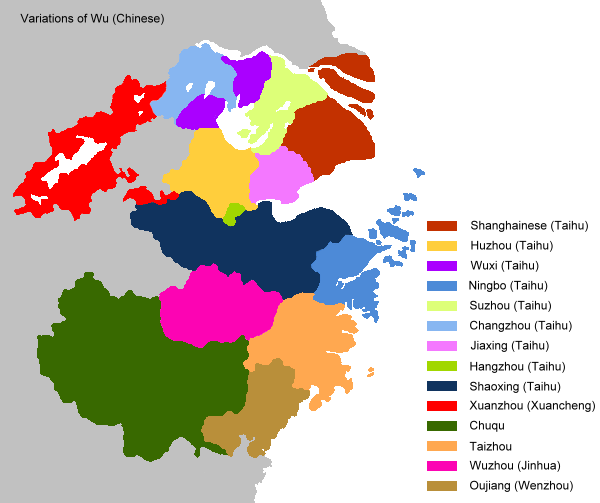
Le diverse varianti della lingua wu

Il wu si divide in due forme: una del nord e l'altra del sud. Tali forme non sono reciprocamente intelligibili. All'interno delle due divisioni vi sono poi sei varianti: 
- Taihu: parlato nel sud del Jiangsu e nel nord dello Zhejiang, includendo Shanghai, Suzhou, Changzhou, Hangzhou, Ningbo, Shaoxing, ecc. La forma di wu parlata a Shanghai viene chiamata spesso shanghainese (上海话 / 上海話, Shànghǎihuà). È simile al dialetto di Suzhou, che gli abitanti si questa città considerano spesso come la forma più elegante del Wu;
- Taizhou: parlato intorno a Zhejiang e Taizhou;
- Oujiang: altra varietà dialettale importante che si parla intorno alla città di Wenzhou, il 温州话 / 溫州話, wēnzhōuhuà, dialetto di Wenzhou. Quest'ultima è precisamente la forma di cinese wu che parla la maggior parte della comunità cinese in vari paesi del sud Europa (in particolare la Spagna e Italia);
- Wuzhou: parlato intorno a Jinhua e Zhejiang;
- Chuqu;
- Xuanzhou.

## Scrittura
Il wu ha una tradizione scritta molto scarsa. Alla fine del XIX secolo, esistette una letteratura popolare in wu. L'opera più famosa è Biografie in serie dei fiori di Shanghai (海上花列傳), un romanzo scritto da Han Bangqing (韓邦慶) che descrive in modo vivido la Shanghai di fine Ottocento (incluse le prostitute) e che sarebbe stato tradotto in inglese dalla famosa scrittrice di Shanghai Eileen Chang. "Haishang" si può intendere sia come il nome arcaicheggainte di Shanghai, sia come "fiori sul mare", 海上花 se si traduce il titolo letteralmente ("Biografie in serie dei fiori sul mare"). Il dialetto wu, esattamente come il cantonese, utilizza i caratteri tradizionali. La scrittura e pronuncia si possono trovare nei dizionari di dialetto.
Attualmente non vi è una norma scritta del wu, né si editano libri o pubblicazioni periodiche in questa varietà del cinese eccetto delle grammatiche, studi e dizionari perlopiù di shanghainese. I suoi parlanti ricorrono al mandarino standard per la lingua scritta e nelle occasioni formali, anche se esiste un movimento a favore della creazione di una forma scritta standard, in generale basata sul dialetto shanghainese, e scritta in caratteri cinesi. Dall'arrivo in Cina di missionari europei nel XIX secolo, sono esistiti anche metodi di scrittura diversi basati sull'alfabeto latino.

## Vocaboli
Come in altri dialetti meridionali, anche la lingua wu utilizza molte parole derivate dal cinese medio, alcuni vocaboli sono comuni a tutte le lingue parlate al sud, altre comuni solo ad alcune. Le parole comuni che troviamo nella lingua wu sono: 囥，讲，物事，晓得，明朝，记牢. Ci sono differenze lessicali evidenti tra i dialetti wu meridionali e quelli settentrionali, e.g. dialetto shanghai/dialetto wenzhou, 活/徛(vivere)，长光/时间(tempo cronologico),欢喜/喜欢(piacere, costruzione del verbo 'to like' in inglese)，立/企(stare in piedi). Quanto invece alla singola pronuncia di un vocabolo, si possono avere in taluni casi due possibilità, cioè una pronuncia letteraria 文 e una colloquiale 白. Solitamente, quella colloquiale si avvicina di più al Primo Cinese Medio. Questa divisione esiste pure nel dialetto di Fuzhou (famiglia Min) e nell'Hakka.

## Romanizzazioni e descrizione dei suoni
Le romanizzazioni dello shanghainese sono principalmente tre: quella di Qian Nairong, professore all'Università di Shanghai e promotore del dialetto Wu, quella di un dizionario online di dialetto Wu e quella del Wikizionario (Wiktionary). A esse è affiancato l'IPA e una spiegazione dei numerosi suoni e dittonghi. La romanizzazione di Qian Nairong è una base di partenza insieme al pinyin (che già di suo è un sistema di latinizzazione di suoni cinesi ed è riciclabile in altre romanizzazioni), ma non trascrive alcuni stacchi glottali e numerose finali di sillaba. La seconda e la terza invece sono complete, ma solo la terza, quella del Wikizionario, ricicla il pinyin. Con tre lettere doppie, indica una consonante sonora, mentre con l'aggiunta della "h" indica l'aspirazione della consonante (il dialetto Wu infatti conserva le doppiette e triplette di suoni ben distinti in Primo Cinese Medio, cioè alcuni suoni sordi-sonori oggi non più distinti e alcuni suoni sonori-sordi-sordi con aspirazione).
Da un'osservazione dei suoni e di alcuni esempi (a loro volta estendibili tramite ricerche nei dizionari, fanqie e osservazioni di colonne di rimari), si nota innanzitutto che lo shanghainese è, come appena accennato, un dialetto conservativo riguardo alle consonanti a inizio sillaba, tuttavia non conserva i tre suoni retroflessi *tr-, dr-, trh- e la differenza tra -n e -nr retroflessa. In generale, perde tutti i suoni retroflessi del Primo Cinese Medio, come avviene pure in dialetto Yue. Di contro, restano in parte in putonghua. Contiene anche lui le sonanti, come il cantonese, cioè delle consonanti che fungono da vocale e sono intonabili: il cantonese/dialetto Yue ha "ng", mentre l'Wu ne ha due: "mm" e "ngg" secondo la romanizzazione del Wikizionario. Sono entrambi suoni nasali (il sanscrito e lituano possono avere altre tipologie di sonanti, presenti pure in Proto-Germanico e Proto-Indoeuropeo). Il dialetto Wu dopodiché non conserva le bilabiali *bj-, pj, phj, contrariamente al vietnamita antico e al coreano, siccome diventano /f/ e /v/. Il suono /v/ non è presente né in putonghua né in Primo Cinese Medio (ma è presente in Tardo Cinese Medio e si ritrova pure nella pronuncia non-standard del puntonghua di Dalian). Quanto ai suoni velari che in Primo Cinese Medio erano seguiti dalla semivocale */j/-, mentre nelle lingue sino-xeniche sono preservati come pure nel dialetto Yue/cantonese, in dialetto Wu si palatalizzano come avviene anche in putonghua e guanhua. Il suono *ng- resta preservato, ma di fronte a vocali e semivocali anteriori (/i, j/) si palatalizza in ny-, mentre in talune sillabe si trasforma in una sonante siccome cade tutto il resto della sillaba (in cantonese *ng- resta preservato in buona parte delle sillabe). L'antica iniziale palatale *ny- da cui deriva R- in putonghua viene preservata in svariate pronunce colloquiali, ma in quella colta e in alcune in cui non si conserva muta in "z" /z/ (il cantonese non la preserva, il coreano la mutava in */z/ con una lettera apposita poi caduta ma rintracciabile in incunaboli e cinquecentine, mentre il vietnamita le preserva. Il giapponese, nelle pronunce go-on molto arcaiche le preserva). Quanto alle sillabe "ER" in putonghua, che iniziavano proprio con *ny-, in shanghainese si pronunciano allo stesso modo del putonghua. L'iniziale *mj- si rintraccia ancora in shanghainese siccome è "m" accompagnata dalla lenizione più tarda "v" (sporadicamente invece muta in una semivocale arrotondata come in putonghua). La /m/ si ritraccia in cantonese, coreano e anche vietnamita e giapponese (insieme a doppie versioni con */w/ > /v/ in vietnamita e /b/ in giapponese). Quanto agli stop senza rilascio udibile di suono *-p, *-t, *-k, essi subiscono la stessa sorte dei dialetti settentrionali e del Primo Mandarino (khanato mongolo): si riducono infatti a uno stacco glottale a fine sillaba, ma sono preservati in vietnamita, coreano, dialetto Yue/cantonese, negli Hokkien (Minnan), in Hakka e sono ricostruibili dai kanji in giapponese.
Il dittongo *oj, talvolta trascritto "ai" nella romanizzazione del MinDict, si trascrive "e" e pronuncia /e/ lievemente aperta (questa mutazione ricorda vagamente il francese). Sempre ricordando il francese, il dittongo *au (e.g. gao1 高, che in cantonese muta spesso in "ou") si contrae in "au" /ɔ/. Quanto alle tre codine nasali a fine sillaba *-m, n, ng, la *-m si assimila nelle altre code nasali, che al loro volta si scompigliano unificandosi quasi tutte in -ng o cadendo e dando luogo a una nasalizzazione come in francese (nelle romanizzazioni, le nasalizzazioni si segnalano ortograficamente non con i tildi, ma con lettere come "n, ng"). A complicare ulteriormente il quadro, si aggiunge come terza e ultima possibilità una nuova nasale analoga in vietnamita, la -/ɲ/, che in vietnamita sorge per una palatalizzazione di -/ŋ/ in quanto preceduta da vocale anteriore e si scrive con "nh" (in shanghainese ha una pronuncia fissa in determinate sillabe, tale per cui una romanizzazione come "nh" o "ny" non è strettamente necessaria, e sorge anch'essa per una palatalizzazione). In shanghainese compaiono solo dittonghi, quindi tutti i trittonghi in cinese antico e moderno si riducono in dittonghi. Dall'evoluzione di dittonghi e trittonghi nascono nuove vocali non presenti in putonghua (un fenomeno simile avviene pure in cantonese). Infine, lo stacco glottale viene segnalato a fine sillaba con una consonante che, siccome appare a fine sillaba, si pronuncia a priori come stacco glottale e può essere "k", "h" e "q" (quest'ultima è presa dalla romanizzazione del Wikizionario). Lo stacco glottale a inizio sillaba (esisteva solo prima di vocale o semivocale) non viene conservato (ma in coreano antico veniva trascritto con una lettera apposita, poi caduta).
| Qian Nairong 钱乃荣 | Wu-Chinese MinDict | Wiktionary | Trascrizione IPA | Spiegazione |
| ------------------- | ------------------ | ---------- | ---------------- | --- |
| b                   | p                  | p          | /p/              | È una "p" di palla, consonante sorda. Una consonante si dice sorda se il palmo della mano intorno alla gola non sente vibrazioni delle corde vocali. Si paragonino "ffff" e "ssss" a "mmmm" e "vvvv". |
| p                   | ph                 | ph         | /pʰ/             | È una "p" di palla, sorda e con aspirazione sorda, cioè accompagnata da uno sbuffo d'aria sordo. |
| bh                  | b                  | b          | /b̻/              | È grossomodo una "b" di balena, consonante sonora. Nella romanizzazione di Qian Nairong, la "h" indica la vibrazione delle corde vocali. |
| m                   | m                  | m          | /m/              | È una "m" di mano, consonante sonora. |
|                     | 'm                 | 'm         | /ʔm/             | È una "m" di mano preceduta/introdotta da uno stacco glottale, con cui si fonde. Quest'ultima consonante si può immaginare come un lieve colpetto di tosse. |
| f                   | f                  | f          | /f/              | È una "f" di farfalla, consonante sorda. Tre esempi sono 飛, 粉, 福. |
| fh                  | v                  | v          | /v̻/              | È una "v" di vela, consonante sonora. Tre esempi sono 扶, 奉, 服. |
| d                   | t                  | t          | /t/              | È una "t" di tavolo, consonante sorda. |
| t                   | th                 | th         | /tʰ/             | È una "t" di tavolo, consonante sorda e con aspirazione. |
| dh                  | d                  | d          | /d̻/              | È una "d" di dente, consonante sonora. |
| n                   | n                  | n          | /n/              | È una "n" di nave, consonante sonora. |
|                     | 'n                 | 'n         | /ʔn/             | È una "n" di nave, sonora e preceduta da uno stacco glottale. Tre esempi sono 粘, 扭, 泥. |
| l                   | l                  | l          | /l/              | È una "l" di leva, consonante sonora. |
|                     | 'l                 | 'l         | /ʔl/             | È una "l" di leva, sonora e preceduta da uno stacco glottale. |
| z                   | ts                 | ts         | /t͡s/             | È una "z" di zero, consonante sorda. In questa lettera, la romanizzazione del Wikizionario si allontana dal pinyin. |
| c                   | tsh                | tsh        | /t͡sʰ/            | È una "z" di zero, consonante sorda e con aspirazione. In questa lettera, la romanizzazione del Wikizionario si allontana dal pinyin. Anche la romanizzazione di Qian Nairong si allontana dallo standard siccome toglie la "h" e, al contrario, ricalca il pinyin. |
| s                   | s                  | s          | /s/              | È una "s" di senza, consonante sorda. |
| sh                  | z                  | z          | /z̻/              | È una "s" di senza sonorizzata (cioè si aggiungono al suono le vibrazioni delle corde vocali). In alternativa, si può pensare come una "z" di zero sonorizzata (come nel Norditalia) ma senza contatto tra organi. |
| j                   | c(i), ts(i)        | j          | /t͡ɕ/             | È una "ci" di ciao, sorda e palatale, cioè pronunciata con la lingua già in posizione di "gn" di gnomo. La pronuncia è identica a quella del putonghua ed è in parte richiamata dal pinyin nella romanizzazione del Wikizionario. |
| q                   | ch(i), tsh(i)      | q          | /t͡ɕʰ/            | È una "ci" di ciao sorda, palatale e con aspirazione, come in pinyin. |
| jh                  | j(i)               | jj         | /d̥͡ʑ/             | È una "gi" di gioco sonora e palatale. La sonorizzazione è indicata dal doppio suono. |
| ny                  | ny                 | ny         | /n̠ʲ/             | È una "n" di nave palatalizzata come in russo e ucraino. La pronuncia è quasi analoga alla "gn" di gnomo. |
|                     | 'ny                | 'ny        | /ʔn̠ʲ/            | È una "n" di nave palatalizzata e preceduta da stacco glottale. |
| x                   | s(i), sh(i)        | x          | /ɕ/              | È una "sci" di scienza, sorda e palatalizzata come in putonghua. |
| xh                  | z(i), zh(i)        | xx         | /ʑ̻/              | È grossomodo una "z" di zero sonorizzata, senza contatto tra organi e senza contatto tra organi. La sonorizzazione è indicata dalla doppia lettera, come in "jj". Tre esempi sono 樹, 從, 石. |
| g                   | k                  | k          | /k/              | È una "c" di cane, consonante sorda. |
| k                   | kh                 | kh         | /kʰ/             | È una "c" di cane sorda e con aspirazione. |
| gh                  | g                  | g          | /ɡ̊/              | È una "g" di gatto, consonante sonora. |
| ng                  | ng                 | ng         | /ŋ/              | È una "n" come in panca o come nell'inglese king, pronunciata dunque con il dorso della lingua contro la zona tondeggiante del palato. Tre esempi sono 我, 外, 鵝. |
|                     | 'ng                | 'ng        | /ʔŋ/             | È una "ng" preceduta dallo stacco glottale. |
| h                   | h                  | h          | /h/              | È un'aspirazione sorda come nell'inglese have. In base alla vocale successiva (e.g. /o/) può plasmarsi e accomodarsi. |
| wh                  | gh                 | hh         | /ɦ/              | È un'aspirazione sonora, cioè con vibrazione delle corde vocali annesse. Simili aspirazioni si trovano in sanscrito, hindi, urdu, nepali e bengali. Tre esempi sono 鞋, 移, 雨. |
| a                   | a                  | a          | /a̠/              | È una "a" di albero. |
| o                   | o                  | o          | /o̝/              | È una "o" di occhio, vocale chiusa arrotondata/procheila. Una vocale si dice arrotondata se si pronuncia con le labbra arrotondate in un cerchiolino. |
| ao                  | au                 | au         | /ɔ/              | È una "o" di occhio, arrotondata e aperta. |
|                     | eu                 | eu         | /ɜ/~/ɤ/          | È una schwa aperta. La schwa/vocale neutra è una vocale che si ottiene immaginando di declamare le consonanti dell'alfabeto ("a, bi, ci, di, e, effe, gi...") senza il nome per intero ("a, b, c, d, e, f, g..."). Il secondo suono in IPA indica una pronuncia leggermente diversa ed è un suono presente pure in putonghua e thailandese: è una "o" di occhio molto chiusa e enfatica ma non arrotondata, cioè pronunciando la vocale con le labbra rilassate. |
| e                   | e, ai, ae          | e          | /e̞/~/ɛ/          | È una "e" di elmetto, vocale chiusa, ma si può sentire più spesso aperta in una "é" di perché, anche se la romanizzazione non cambia. |
| oe                  | oe                 | oe         | /ø/              | È una "e" di elmetto chiusa e arrotondata. La romanizzazione suggerisce e pronunciare la "e" con le labbra in posizione di "o". Una vocale scritta in modo simile ma aperta si trova pure in francese. |
| i, yi               | i, ie, y, ye       | i          | /i/              | È una "i" di piccolo, vocale chiusa. |
| ia, ya              | ia, ya             | ia         | /i̯a̠/             | È una "ia" di iato, dittongo. |
| iao, yao            | iao, yao           | iau        | /i̯ɔ/             | È una "io" di sciolto, dittongo con la seconda vocale aperta. Si può pensare, concepire e leggere come "i + au", il che lo rende molto più chiaro. |
|                     | ieu, yeu           | ieu        | /i̯ɜ/~/jɤ/        | È una "ie" di iena, con la seconda vocale che si apre e riduce in una schwa aperta. Oppure è una "io" di sciolto senza arrotondamento delle labbra e con una vocale chiusa. Si può pensare come "i + eu". |
| u                   | u                  | u          | /ʋʷ/             | Muta in una "v" di vela con un contatto molto blando tra organi e con una "w" come apice che indica le labbra arrotondate. |
| ua                  | ua, wa             | ua         | /u̯a̠/             | È una "ua" di quaglia, dittongo. |
| ue                  | ue, we             | ue         | /u̯e̞/~/u̯ɛ/        | È una "ue" di quercia, dittongo. La vocale finale può sentirsi spesso aperta. |
|                     | uoe, woe           | uoe        | /u̯ø/             | È una "ue" di quercia, dittongo interamente arrotondato. Tre esempi sono 官, 歡, 緩, da cui si ricostruisce una caduta di *-n dopo un dittongo con /w/-, semivocale arrotondata. Si può pensare come una "u + oe" |
| yu                  | iu, yu             | y          | /y/              | È una "i" di piccolo chiusa e arrotondata. Tre esempi sono 居, 女, 羽, da cui si nota come sia identica al putonghua (deriva da un dittongo */jo/ e */ju/ che, dopo il Cinese Medio, ha subito una convergenza in */ju/, che durante il khanato mongolo/Primo Mandarino si è fuso in */y/. Lo stesso suono */y/ si ritrovava pure nel Proto-Yue). |
|                     | ioe, yoe           | yoe        | /ɥø/             | È una "ie" di iena, dittongo chiuso e interamente arrotondato. La /y/ da vocale diventa una semivocale presente pure in putonghua e francese. Tre esempi sono 軟, 園, 權, da cui anche in questo caso si ricostruisce un dittongo in /w/-, semivocale arrotondata, seguito da *-n. Pertanto, dopo -/ø/ finale era presente una *-n. Si può pensare come "y + oe". |
| ang                 | an                 | an         | /ɐ̃/              | È una "a" di albero, chiusa e accompagnata da una nasalizzazione derivante dalla caduta di *-ng, conservata invece in putonghua, cantonese, coreano, vietnamita (anche se in dei casi si palatalizza in -nh). In giapponese si ricostruisce da un allungamento vocalico in cui è culminata siccome veniva trascritta con la vocale */u/. Dunque, se dopo -/ø/ finale era presente una *-n, dopo una /a/ più o meno gutturale e nasalizzata era presente una *-ng. Tre esempi sono 冷, 長, 硬. Questa e altre nasalizzazioni di vocale seguita da consonante nasale che cade ricorda molto il francese e il portoghese. |
| ang                 | aon                | aan        | /ɑ̃/ < *-ng       | È una "a" di posteriore, chiusa, cupa, profonda e gutturale e con nasalizzazione, come in francese e nell'inglese con pronuncia Oxbridge/Queen English/Received Pronunciation "car". Anche in questo caso deriva dalla caduta di *-ng, rintracciabile altrove. Dunque, se dopo -/ø/ finale era presente una *-n, dopo una /a/ più o meno gutturale e nasalizzata era presente una *-ng. Tre esempi sono 黨, 放, 忙. Si può pensare come "an" ma con un'ulteriore "a" (romanizzazione Wiktionary) che indica il fatto che è posteriore. |
| en                  | en                 | en         | /ə̆ŋ/ < *-n/ng    | È una "en" di tengo, in cui la prima vocale è una schwa breve, come indicato anche dal diacritico in IPA. Sarebbe breve per la coda nasale. Tre esempi sono 奮, 登, 論, da cui si ricostruisce che la sillaba originariamente finiva in *-n o *-ng (conservano la stessa finale in cinese moderno). |
| ong                 | on                 | on         | /ʊ̆ŋ/ < *-ng      | È una "un" di lungo, con vocale arrotondata aperta e breve, forse per la coda nasale. Tre esempi sono 翁, 蟲, 風, tutti terminanti in -ng. |
| ak                  | ah                 | aq         | /ɐʔ/             | È una "a" di albero, breve e seguita dallo stacco glottale da cui si ricostruisce un antico stop senza rilascio udibile di suono ancora reperibile nei dialetti conservativi e nelle lingue sino-xeniche. Tra esempi sono 辣, 麥, 客. La vocale sarebbe breve per il fatto che deriva da un tono entrante, che aveva la vocale intonata breve e sfuggita perché seguita dallo stop. In vietnamita esiste una /a/ breve e una schwa breve reperibile proprio in un contesto simile affiancata a una /a:/ lunga reperibile con e senza stop (quella breve invece ha solo una possibilità). Lo stesso avviene pure in cantonese standard. Quanto all'IPa, questa vocale viene trascritta con /ă̠/ oppure /ɐ/. La seconda, oltre a dare per scontato che è breve, indica che la "a" è chiusa e non più aperta. |
| ok                  | oh                 | oq         | /ŏʔ/             | È una "o" di occhio, arrotondata e chiusa e seguita dallo stacco glottale. Tre esempi sono 北, 郭, 目. Si pronuncia breve forse perché deriva da un tono entrante. |
| ek                  | eh                 | eq         | /ə̆ʔ/             | È una schwa breve seguita dallo stacco glottale, sempre derivata da un antico tono entrante. Tre esempi sono 舌, 色, 割. |
|                     | ian, yan           | ian        | /iɐ̃/ < *-ng      | È una "ia" di iato, dittongo chiuso e con nasalizzazione. Tre esempi sono 良, 象, 陽, da cui si ricava che la sillaba finiva in *-ng, suono ritenuto in cinese moderno. |
|                     | iaon, yaon         | iaan       | /i̯ɑ̃/ < *-ng      | È una "ia" di iato, con la vocale finale posteriore e nasalizzata. Un esempio è 旺(白), che finiva in *-ng. Si può pensare come "i +aan". |
| in                  | in, yin            | in         | /ɪ̆ɲ/ < *-n/ng    | È una "ign" di ignifugo, una sillaba che ricorda vagamente il vietnamita e con "i" aperta. Tre esempi sono 緊, 靈, 人(白), da cui si ricava che finivano in *n e *-ng che si sono palatalizzate per la vocale anteriore breve che precede la coda nasale. |
|                     | ion, yon           | ion        | /i̯ʊ̆ŋ/ (< *-ng)   | È una "iun" di giungla, con la vocale arrotondata aperta e breve. Tre esempi sono 窮, 榮, 濃, in cui si nota -ng. |
|                     | iah, yah           | iaq        | /iɐʔ/            | È una "ia" di iato, con vocale breve seguita dallo stacco glottale. Tre esempi sono 藥, 腳, 略, in passato dotati di stop. |
|                     | ioh, yoh           | ioq        | /i̯ŏʔ/            | È una "io" di sciolto, con vocale breve arrotondata chiusa e seguita dallo stacco glottale. Tre esempi sono 肉, 浴, 玉, da cui si ricostuisce la presenta dello stop. |
| ik                  | ih, yih            | iq         | /i̯ɪ̆ʔ/            | È vicina a una "gli" di aglio, con la vocale finale anteriore ben aperta e sfuggita, seguita infine da un colpo di glottide. Tre esempi sono , 筆, 亦, 吃, che in Primo Cinese Medio avevano lo stop. |
|                     | uan, wan           | uan        | /uɐ̃/ < *-ng      | È una "ua" di quaglia, dittongo chiuso e con nasalizzazione. Due esempi sono 橫, 光, che in cinese standard finiscono in -ng. |
|                     | uaon, waon         | uaan       | /u̯ɑ̃/ < *-ng      | È una "ua" di quaglia, con la "a" posteriore aperta e nasalizzata. Tre esempi sono 廣, 狂, 況, da cui si ricostruisce una caduta della coda nasale *-ng. Si può pensare come "u +aan". |
|                     | uen, wun           | un         | /u̯ə̆ŋ/ < *-n      | È una "ueng" di "voglio più impegno, più engagement" con la /e/ defonologizzata in una schwa breve, seguita da /ŋ/. Tre esempi sono 困, 魂, 溫, che in putonghua finiscono in -n. |
|                     | uah, wah           | uaq        | /uɐʔ/            | È una "ua" di quaglia, dittongo chiuso. A questo suono sfuggito si aggiunge lo stacco glottale. Tre esempi sono 挖, 劃, 刮, in cui si nota uno stop a fine sillaba. |
|                     | ueh, weh           | ueq        | /u̯ə̆ʔ/            | È una "ue" di quercia, ma la /e/ deve essere ridotta in modo da ottenere la vocale neutra schwa breve. La vocale è seguita dallo stacco glottale. Tre esempi sono 活, 擴, 骨, in passato tutte aventi uno stop. |
|                     | iuin, yuin         | yn         | /ʏ̆ɲ/             | È una "ign" di ignifufo, con la "i" aperta, arrotondata e sfuggita. Tre esempi sono 均, 雲, 訓, da cui si ricostruisce un'antica *-n palatalizzata a causa della vocale anteriore. Oggi anche in putonghua la vocale è arrotondata (ma chiusa, /y/), ma questa vocale deriva da *ju e *jo in Primo Cinese Medio. |
|                     | uih, yuih          | yq         | /ɥɪ̆ʔ/            | È una "ui" di quinto, con la semivocale iniziale arrotondata e la "i" finale aperta, sfuggita e seguita dallo stacco glottale. Tre esempi sono 血, 缺, 悅, che terminavano tutti con lo stacco glottale. |
| er                  | r                  | er         | /əɻ/             | Ha grossomodo la stessa pronuncia del putonghua, fermo restando che la sillaba si può pronunciare in più modi tutti simili tra loro ma è inconfondibile. È composta da una vocale neutra schwa seguita da una "r" sonora ma senza vibrazioni, senza contatto tra organi e retroflessa, cioè con la punta della lingua piegata all'indietro, come nell'inglese "crime". Tre esempi sono 而, 爾, 耳(文), con pronuncia identica in putonghua. Tutte queste sillabe in Primo Cinese Medio iniziavano con *ny-, seguita dalla vocale /e/ oppure /i/, quindi una vocale anteriore. Questa pronuncia si ricostruisce dal giapponese, coreano antico (in cui *ny- veniva mutato in */z/, oggi caduto) e vietnamita e altri dialetti conservativi cinesi che conservano un suono nasale a inizio sillaba.         |
| y                   | y                  | r          | /z̩/ (/z̥ɿ/)       | È una "s" di senza, sonorizzata. Oppure si può pensare come una "z" di zanzara sonorizzata e senza contatto tra organi. È la prima di tre sonanti, forma già una sillaba completa, a sé e autonoma e intonabile. Tre esempi sono 知, 次, 住. I primi due oggi in putonghua hanno la vocale alta centrale, molto simile a una schwa, ma in Primo Cinese Medio avevano solitamente una vocale anteriore. Il resto della sillaba, composto in putonghua da una vocale, è caduto. Quanto al segno in IPA, in delle trascrizioni vagamente old-fashioned si può trovare indicata con il segno /ɿ/, formando /z̥ɿ/. |
|                     | m                  | mm         | /m̩/              | È una "m" di mano, sillaba a sé e intonabile. Tre esempi sono 姆(白), 畝(白), 嘸, da cui si ricava che in Primo Cinese Medio iniziavano proprio in *m-. Il resto della sillaba, composto in putonghua da una vocale, è caduto. |
| n                   | ng                 | ngg        | /ŋ̍/              | È una "ng" di panca, sonante nasale, sillaba a sé e intonabile. Tre esempi sono 五, 魚(白), 午, tutte sillabe che in Primo Cinese Medio iniziavano con *ng-. Tutto il resto della sillaba, composto in putonghua da una vocale, è caduto. |

### Toni
Quanto ai toni (senza sandhi tonale), lo shanghainese ha cinque toni (il dialetto di Suzhou ne ha sette), di cui due affiancati dallo stacco glottale (e quindi, secondo la classificazione del Primo Cinese Medio, sono due toni entranti). Non esiste il tono neutro e il tono piano/piatto in shanghainese, come non esiste nemmeno il terzo tono del putonghua (calante-crescente). In generale, in shanghainese si contano un tono decrescente (il primo in ordine), due crescenti (secondo e terzo), un tono acuto con stacco glottale e un tono più cupo con stacco glottale (gli ultimi). I toni con stacco glottale derivano dalla caduta degli stop senza rilascio udibile di suono *-p, *-t, *-k, mentre il tono piatto/piano in Primo Cinese Medio è confluito con il tono decrescente e il terzo tono in shanghainese. I toni si possono indicare con il numero progressivo, come in pinyin, o con due numeri che indicano la modulazione (il numero 5 indica il registro acuto, 3 quello mediano, 1 quello grave). Nella tabella, si indicano in modo puntuale i cinque toni. Se si desidera pronunciarli, si consiglia di dividere il proprio registro vocale in tre altezze senza forzare la voce: registro acuto, mediano e grave.
| Numero | Intonazione (+numeri) | Spiegazione                                               | Esempi         |
| ------ | --------------------- | --------------------------------------------------------- | -------------- |
| 1      | ˥˧ 53                 | Parte dal registro alto e scende nel medio                | 刀, 漿, 司, 東 |
| 2      | ˧˦ 34                 | Parte dal registro medio e cresce verso l'alto            | 島, 到, 獎, 醬 |
| 3      | ˨˧ 23                 | Parte dal registro grave e cresce verso il medio          | 桃, 導, 道, 牆 |
| 4      | ˥ʔ 55                 | È un'intonazione acuta e sfuggita con uno stacco glottale | 雀, 削, 說, 足 |
| 5      | ˨ʔ 12                 | È un'intonazione grave e sfuggita con uno stacco glottale | 嚼, 石, 曲, 食 |

L'indicazione tonale nel MinDict è una sorta di puzzle ed è molto incentrata sulla filologia, siccome usa le quattro categorie tonali del Primo Cinese Medio e le lega alla consonante iniziale sorda, anche con aspirazione, o sonora. Da una combinazione/match di questi due elementi, si ottiene il tono. La seguente tabella illustra il puzzle con le risposte (il tono corrispondente è indicato con il numero), per un totale di 8 combinazioni:
| Tono antico | Tipo di iniziale | > Tono |
| ----------- | ---------------- | ------ |
| 平          | sorda            | 1      |
| 平          | sonora           | 3      |
| 上          | sorda            | 2      |
| 上          | sonora           | 3      |
| 去          | sorda            | 2      |
| 去          | sonora           | 3      |
| 入          | sorda            | 4      |
| 入          | sonora           | 5      |

## Dizionari
- http://wu-chinese.com/minidict/ (Dizionario in cinese di dialetti wu, incluso lo shanghainese. Romanizzazione MinDict)
- http://shh.dict.cn/ (Frasario/dizionario di dialetto shanghainese con pronuncia delle frasi)
- https://cantonese.org/ CC-Canto (Dizionario di cantonese standard)